# Kein Bedauern für meine Jugend
Kein Bedauern für meine Jugend (Originaltitel: わが青春に悔なし, Waga seishun ni kuinashi) ist ein 1946 von Akira Kurosawa in Japan gedrehtes Drama. Es wurde von Tōhō produziert und ist der erste Film Kurosawas nach der Niederlage Japans im Zweiten Weltkrieg.

## Handlung
Yukie, die verwöhnte und reichlich naive Tochter des Professors Yagihara, wird von zwei seiner Studenten, Ryukichi Noge und Itokawa, umworben, kann sich aber nicht zwischen ihnen entscheiden. Professor Yagihara wird wegen seiner liberalen Ansichten vom Hochschuldienst suspendiert, Noge schließt sich einer links-demokratischen Studentenorganisation an und wird bei einer Demonstration verhaftet, während Itokawa sich abwendet und in den Staatsdienst eintritt. Yukie verlässt ihr Elternhaus und zieht nach Tokio, wo sie nach einigen Jahren Itokawa begegnet, welcher inzwischen verheiratet ist. Er bringt sie mit Noge zusammen, der auch in Tokio lebt. Beide heiraten und Yukie kann viel, vor allem über sich selbst, in ihrer Beziehung mit Noge lernen. Noge wird wegen seines politischen Engagements erneut, diesmal mit Yukie, verhaftet und stirbt im Gefängnis unter Fremdeinwirkung. Yukie wird entlassen und sucht Noges Eltern auf, die als Reisbauern in einem Dorf leben. Auf Grund der politischen Aktivitäten ihres Sohnes werden beide in der Dorfgemeinschaft gemieden und zum Teil tyrannisiert. Yukie gewinnt durch harte Arbeit und unerschütterlichen Willen schließlich die Anerkennung beider und schafft es, ihren Charakter zu stärken.

## Kein Bedauern für meine Jugendals Konzeptfilm
Konzeptfilme sind eine von den amerikanischen Besatzern in der Nachkriegszeit Japans geforderte Filmsparte. Im Allgemeinen lag ihre Hauptintention in einer Aufklärung der japanischen Bevölkerung über die Grundprinzipien der westlichen Demokratie. Ganz im Sinne dieser Ziele steht im Mittelpunkt des Films das Motto von „Freiheit und Verantwortung“, welches ganz besonders für Yukie eine zentrale Rolle spielt, die sich im Laufe des Films zunehmend emanzipiert und somit eine Beispielfigur für die Demokratisierung Japans wird.

## Hintergründe
Das an Waga seishun ni kuinashi angelehnte „Ich bereue nichts“ wurde zu einem Schlagwort seiner Zeit und fand ständig wiederkehrende Verwendung in den damaligen Medien. Kurosawa jedoch bereute einiges an dem Film. Der Film entstand zwischen den beiden großen Streiks der Tōhō, zwischen Februar und Oktober 1946, in zweimonatiger Arbeit. Durch einen Sieg beim ersten Streik bekam die Tōhō-Betriebsgewerkschaft einen starken Machtzuwachs. Die Anzahl der KP-Mitglieder nahm zu, wodurch ihre Stimme in Sachen Filmproduktion deutlich mehr Gewicht bekam. Sie gründeten ein Komitee zur Prüfung von Drehbüchern. Kurosawa wurde gezwungen, sein Drehbuch umzuschreiben und eine überarbeitete Fassung zu drehen. Dies geschah aus zwei Gründen. Erstens existierte zur selben Zeit ein eingereichtes Drehbuch mit einem ähnlichen Stoff zum Inhalt. Kurosawa war der Ansicht, dass diese beiden Drehbücher den Stoff auf sehr unterschiedliche Weise angingen und deshalb zwei unterschiedliche Filme herauskommen würden. Das Komitee verwarf dies, aber einige Mitglieder stimmten ihm nach Beendigung der Dreharbeiten dann doch zu. Zweitens fanden in der Nachkriegszeit eine Landreform und eine Auflösung japanischer Großkonzerne durch das von den amerikanischen Besatzern eingesetzte GHQ statt. Deshalb wurde Kurosawa durch die Unternehmensgewerkschaft der Tōhō dazu genötigt, dies mit einzubeziehen. Er tat dies im letzten Drittel seines Films. Letztlich ist dieser Film dennoch für ihn etwas Besonderes, denn während der Kriegszeit war es für ihn unmöglich gewesen, die Fülle der Jugend zur Geltung zu bringen, da die unbekümmerten Gefühle der Jugend als geistiger Zustand britischer und amerikanischer Verweichlichung galten.